# Ducula chalconota
Ducula chalconota là một loài chim trong họ Columbidae.